# Omorgus asper
Omorgus asper es una especie de escarabajo del género Omorgus, familia Trogidae. Fue descrita científicamente por LeConte en 1854.
Esta especie se encuentra en Georgia, Carolina del Sur, Kansas, Texas, Nebraska, Florida, Indiana y Iowa; también en México, en Sonora.